# Bruno Ravina
Bruno Ravina (ur. 24 marca 1984 w Roche Bois) – maurytyjski piłkarz występujący na pozycji obrońcy. Zawodnik klubu AS Port-Louis 2000.

## Kariera klubowa
Ravina karierę rozpoczął w 2003 roku w zespole Maurice Espoir Moka z Barclays League. W 2004 przeszedł do AS Port-Louis 2000. Trzykrotnie wywalczył z nim mistrzostwo Mauritiusa w sezonach 2004/2005, 2011 i 2015/2016 oraz zdobył Puchar Mauritiusa w 2005 roku.

## Kariera reprezentacyjna
W reprezentacji Mauritiusa Ravina zadebiutował 23 października 2005 roku w przegranym 0:2 towarzyskim meczu z Madaskagarem. Od 2005 do 2016 rozegrał w kadrze narodowej 33 mecze i strzelił 1 gola.